# Juan Antonio Guerrero Alves
Juan Antonio Guerrero Alves, né le 20 avril 1959 à Mérida (Espagne), est un prêtre jésuite espagnol, qui a été préfet du Secrétariat pour l'économie du Vatican du 1er janvier 2020 au 30 novembre 2022. Auparavant, il enseignait au niveau universitaire et occupait des postes administratifs au sein de l’ordre des Jésuites.

## Biographie
Juan Antonio Guerrero Alves, est né le 20 avril 1959 à Mérida, en Espagne, le deuxième de quatre frères. Il entame des études d'économie à l'université, suivant le parcours professionnel de son père, un homme d’affaires, mais est attiré par la vie religieuse jésuite : il entre au noviciat de la Compagnie de Jésus le 10 octobre 1979. A la fin de sa formation spirituelle et académique il est ordonné prêtre le 30 mai 1992. Il obtient une licence d'économie à l’université autonome de Madrid en 1986 et une licence de philosophie et lettres en 1993.
Par ailleurs, il étudie la théologie à Belo Horizonte, au Brésil, et à Lyon, en France, et a obtenu une licence en théologie de l’université pontificale de Comillas en 1994.
Il a étudié la philosophie politique au Boston College en 1998-1999.
Il a été professeur de philosophie sociale et politique à l’université pontificale de Comillas de 1994 à 1997 et de 1999 à 2003.
Ses publications académiques comprennent de nombreux articles sur la philosophie sociale et politique ainsi que sur la spiritualité ignatienne.
Le père Guerrero fut également maître des novices en Espagne de 2003 à 2008, supérieur provincial de la province de Castille de 2008 à 2014, trésorier de la Compagnie de Jésus au Mozambique de 2015 à 2017, et directeur de l’école secondaire Saint Ignace de Loyola à Tete , au Mozambique, pour l’année 2016-2017.
En 2017, il est appelé à Rome pour y être le délégué du supérieur général pour les maisons et œuvres apostoliques internationales et conseiller général de la Compagnie de Jésus, où il a eu des responsabilités administratives et budgétaires pour l’Université pontificale grégorienne et l’Institut biblique, l’Institut oriental, l’Observatoire du Vatican, Radio Vatican, et quelques résidences d’étudiants.
Il a dirigé de nombreuses retraites spirituelles, dont une pour les évêques d’Espagne en janvier 2019.
Le 14 novembre 2019, le pape François nomme le père Guerrero préfet du Secrétariat pour l'économie. Il entre en fonction le 1er janvier 2020.
Ce poste doit être tenu par un cardinal selon les statuts du secrétariat, et donc normalement un évêque, le pape François accepte cependant que le père Guerrero ne soit pas ordonné évêque, respectant le vœu jésuite de renoncer à toute prélature.
Sa démission pour raisons personnelles est annoncée le 30 novembre 2022. Le Dr Maximino Caballero Ledo, auparavant secrétaire général, prend sa suite comme préfet.